# Scalopinae
Scalopinae är en underfamilj i familjen mullvadsdjur (Talpidae). De förekommer huvudsakligen i Nordamerika men en art lever i Asien.

## Kännetecken
Kroppen är cylindrisk med den för mullvadar typiska spetsiga nosen. De korta extremiteterna är anpassade för att gräva i marken. Pälsens färg varierar mellan ljusgrå, brunaktig och svart. Dessa mullvadsdjur når en kroppslängd mellan 10 och 19 centimeter samt en vikt mellan 40 och 170 gram.

## Utbredning och levnadssätt
De flesta arterna förekommer i mellersta och östra USA (inklusive Stilla havets kustlinje) samt i angränsande regioner av Kanada och Mexiko. Scapanulus oweni lever däremot i centrala Kina.
Dessa mullvadar skapar underjordiska gångsystem för att leta efter föda och som gömställen. Vanligen ligger tunnlarna tät under markytan men i kyliga regioner skapas gångar i djupare jordskikt. Arterna håller ingen vinterdvala och de kan vara aktiva på natten eller på dagen.
Födan utgörs av daggmaskar samt av insekter och deras larver. I viss mån äter de även underjordiska växtdelar. Dessa djur kännetecknas av en hög basalomsättning och de äter per dag mer föda än sin egen kroppsvikt.

## Fortplantning
Parningen sker vanligen under våren och honor parar sig bara en gång per år. Efter dräktigheten som varar i 4 till 6 veckor föder honan 2 till 5 ungar. Ungdjuren börjar efter en månad med fast föda och är några veckor senare fullvuxen. De blir könsmogna under följande våren. Livslängden uppskattas med upp till 6 år.

## Systematik
Underfamiljen delas i följande släktgrupper och släkten:
- Tribus Condylurini
  - Stjärnmullvad (Condylura cristata) kännetecknas av en nos som är utformade som en stjärna
- Tribus Scalopini
  - Scalopus aquaticus lever i östra Nordamerika, har en påfallande lång nos
  - Parascalops breweri förekommer likaså i östra Nordamerika, den köttiga svansen är tät täckt med hår
  - Scapanus är ett släkte med tre arter, finns i Nordamerika vid Stilla havet
  - Scapanulus oweni är den enda asiatiska arten, den lever i centrala Kina, har en tjock svans med tät hårbeklädnad

Tidigare antogs att dessa djur är nära släktingar till tribus Talpini (med vanlig mullvad) som likaså gräver i jorden. Molekylärgenetiska undersökningar visade däremot att Talpini är närmare släkt med myskmöss som är mindre bra anpassade till ett underjordiskt levnadssätt. Troligen uppkom likheterna mellan Scalopinae och Talpini genom konvergent evolution.